# IX Liga Portuguesa de Futebol Americano
La IX Liga Portuguesa de Futebol Americano è stata la 9ª edizione del campionato di football americano di primo livello, organizzato dalla APFA.

## Squadre partecipanti
| Club                | Città             | Stadio | Sponsor ufficiale | Risultato nella stagione 2016-17 |
| ------------------- | ----------------- | ------ | ----------------- | -------------------------------- |
| Algarve Sharks      | Faro              |        |                   |                                  |
| Braga Black Knights | Braga             |        |                   |                                  |
| Braga Warriors      | Braga             |        |                   |                                  |
| Cascais Crusaders   | Cascais           |        |                   |                                  |
| Évora Eagles        | Évora             |        |                   |                                  |
| Lisboa Devils       | Lisbona           |        |                   |                                  |
| Lisboa Navigators   | Lisbona           |        |                   |                                  |
| Paredes Lumberjacks | Paredes           |        |                   |                                  |
| Porto Mutts         | Vila Nova de Gaia |        |                   |                                  |
| Portuscale Dragons  | Vila Nova de Gaia |        |                   |                                  |

## Stagione regolare
Il calendario è stato comunicato il 12 settembre 2017

### Calendario

#### 1ª giornata
| Lisbona 5 novembre 2017, ore 15:00 | Lisboa Devils | 56 – 22 | Cascais Crusaders |  |

| Braga 5 novembre 2017, ore 15:00 | Braga Black Knights | 24 – 41 | Portuscale Dragons |  |

#### 2ª giornata
| 11 novembre 2017 | Lisboa Navigators | 18 – 26 | Porto Mutts |  |

| 11 novembre 2017 | Algarve Sharks | 29 – 14 | Braga Warriors |  |

| 12 novembre 2017 | Évora Eagles | 0 – 96 | Lisboa Devils |  |

#### 3ª giornata
| 18 novembre 2017 | Cascais Crusaders | 34 – 32 | Lisboa Navigators |  |

| 19 novembre 2017 | Portuscale Dragons | 34 – 14 | Paredes Lumberjacks |  |

| 19 novembre 2017 | Porto Mutts | 48 – 0 | Braga Black Knights |  |

#### 4ª giornata
| 25 novembre 2017 | Portuscale Dragons | 77 – 0 | Évora Eagles |  |

| 25 novembre 2017 | Paredes Lumberjacks | 0 – 31 | Algarve Sharks |  |

| 25 novembre 2017 | Braga Warriors | 3 – 41 | Lisboa Devils |  |

#### 5ª giornata
| 1º dicembre 2017 | Lisboa Devils | 35 – 26 | Lisboa Navigators |  |

| 2 dicembre 2017 | Algarve Sharks | 77 – 0 | Évora Eagles |  |

| 2 dicembre 2017 | Porto Mutts | 16 – 13 | Cascais Crusaders |  |

| 3 dicembre 2017 | Braga Black Knights | 22 – 33 | Braga Warriors |  |

#### 6ª giornata
| 9 dicembre 2017 | Cascais Crusaders | 7 – 43 | Portuscale Dragons |  |

| 9 dicembre 2017 | Braga Black Knights | 6 – 28 | Lisboa Navigators |  |

| 10 dicembre 2017 | Porto Mutts | 19 – 0 | Paredes Lumberjacks |  |

#### 7ª giornata
| 16 dicembre 2017 | Lisboa Devils | 72 – 0 | Évora Eagles |  |

| 17 dicembre 2017 | Portuscale Dragons | 42 – 7 | Braga Warriors |  |

#### 8ª giornata
| 6 gennaio 2018 | Braga Black Knights | 25 – 24 | Paredes Lumberjacks |  |

| 6 gennaio 2018 | Algarve Sharks | 43 – 27 | Cascais Crusaders |  |

| 7 gennaio 2018 | Lisboa Navigators | 65 – 0 | Évora Eagles |  |

#### 9ª giornata
| Paredes 14 gennaio 2018 | Paredes Lumberjacks | 20 – 35 | Portuscale Dragons |  |

#### 10ª giornata
| 20 gennaio 2018 | Braga Warriors | 34 – 7 | Braga Black Knights |  |

| 21 gennaio 2018 | Cascais Crusaders | 27 – 26 | Lisboa Devils |  |

| 21 gennaio 2018 | Porto Mutts | 7 – 12 | Portuscale Dragons |  |

| 21 gennaio 2018 | Évora Eagles | 0 – 70 | Algarve Sharks |  |

#### 11ª giornata
| 27 gennaio 2018 | Paredes Lumberjacks | 52 – 0 | Braga Black Knights |  |

| 27 gennaio 2018 | Évora Eagles | 0 – 75 | Cascais Crusaders |  |

| Lisbona 29 gennaio 2018 | Lisboa Navigators | 34 – 8 | Algarve Sharks | Campo das Laranjeiras |

#### 12ª giornata
| 3 febbraio 2018 | Lisboa Devils | 51 – 6 | Paredes Lumberjacks |  |

| 4 febbraio 2018 | Porto Mutts | 28 – 0 | Braga Warriors |  |

#### 13ª giornata
| 10 febbraio 2018 | Cascais Crusaders | 42 – 6 | Algarve Sharks |  |

| 10 febbraio 2018 | Braga Warriors | 12 – 49 | Portuscale Dragons |  |

| 11 febbraio 2018 | Évora Eagles | 0 – 60 | Lisboa Navigators |  |

#### 14ª giornata
| 17 febbraio 2018 | Algarve Sharks | 6 – 42 | Lisboa Devils |  |

| 17 febbraio 2018 | Paredes Lumberjacks | 6 – 28 | Porto Mutts |  |

| 18 febbraio 2018 | Portuscale Dragons | 44 – 0 | Braga Black Knights |  |

#### 15ª giornata
| 24 febbraio 2018 | Cascais Crusaders | 55 – 0 | Évora Eagles |  |

| 25 febbraio 2018 | Lisboa Navigators | 13 – 42 | Lisboa Devils |  |

| 25 febbraio 2018 | Paredes Lumberjacks | 21 – 24 | Braga Warriors |  |

#### 16ª giornata
| 3 marzo 2018 | Algarve Sharks | 3 – 6 | Lisboa Navigators |  |

| 4 marzo 2018 | Braga Black Knights | 46 – 12 | Porto Mutts |  |

#### 17ª giornata
| 17 marzo 2018 | Braga Warriors | 44 – 12 | Paredes Lumberjacks |  |

| 17 marzo 2018 | Évora Eagles | 3 – 44 | Braga Black Knights |  |

| 18 marzo 2018 | Portuscale Dragons | 28 – 8 | Porto Mutts |  |

#### 18ª giornata
| 24 marzo 2018 | Braga Warriors | 14 – 24 | Porto Mutts |  |

| 24 marzo 2018 | Lisboa Navigators | 19 – 14 | Cascais Crusaders |  |

| 25 marzo 2018 | Lisboa Devils | 52 – 2 | Algarve Sharks |  |

### Classifiche
Le classifiche della regular season sono le seguenti:
- PCT = percentuale di vittorie, G = partite giocate, V = partite vinte,  P = partite perse, PF = punti fatti, PS = punti subiti

#### LPFA
| Pos. | Squadra             | PCT   | G  | V  | N | P  | PF  | PS  |
| ---- | ------------------- | ----- | -- | -- | - | -- | --- | --- |
| 1    | Portuscale Dragons  | 1.000 | 10 | 10 | 0 | 0  | 405 | 99  |
| 2    | Lisboa Devils       | .900  | 10 | 9  | 0 | 1  | 513 | 105 |
| 3    | Porto Mutts         | .800  | 10 | 8  | 0 | 2  | 250 | 103 |
| 4    | Lisboa Navigators   | .600  | 10 | 6  | 0 | 4  | 301 | 168 |
| 6    | Cascais Crusaders   | .500  | 10 | 5  | 0 | 5  | 316 | 241 |
| 5    | Algarve Sharks      | .500  | 10 | 5  | 0 | 5  | 275 | 217 |
| 7    | Braga Warriors      | .400  | 10 | 4  | 0 | 6  | 185 | 275 |
| 8    | Braga Black Knights | .300  | 10 | 3  | 0 | 7  | 174 | 319 |
| 9    | Paredes Lumberjacks | .100  | 10 | 1  | 0 | 9  | 155 | 291 |
| 10   | Évora Eagles        | .000  | 10 | 0  | 0 | 10 | 3   | 691 |

#### LPFA Nord
| Pos. | Squadra             | PCT   | G  | V  | N | P | PF  | PS  |
| ---- | ------------------- | ----- | -- | -- | - | - | --- | --- |
| 1    | Portuscale Dragons  | 1.000 | 10 | 10 | 0 | 0 | 405 | 99  |
| 2    | Porto Mutts         | .800  | 10 | 8  | 0 | 2 | 250 | 103 |
| 3    | Braga Warriors      | .400  | 10 | 4  | 0 | 6 | 185 | 275 |
| 4    | Braga Black Knights | .300  | 10 | 3  | 0 | 7 | 174 | 319 |
| 5    | Paredes Lumberjacks | .100  | 10 | 1  | 0 | 9 | 155 | 291 |

#### LPFA Sud
| Pos. | Squadra           | PCT  | G  | V | N | P  | PF  | PS  |
| ---- | ----------------- | ---- | -- | - | - | -- | --- | --- |
| 1    | Lisboa Devils     | .900 | 10 | 9 | 0 | 1  | 513 | 105 |
| 2    | Lisboa Navigators | .600 | 10 | 6 | 0 | 4  | 301 | 168 |
| 3    | Cascais Crusaders | .500 | 10 | 5 | 0 | 5  | 316 | 241 |
| 4    | Algarve Sharks    | .500 | 10 | 5 | 0 | 5  | 275 | 217 |
| 5    | Évora Eagles      | .000 | 10 | 0 | 0 | 10 | 3   | 691 |

## Playoff

### Tabellone
|  | Wild Card | Wild Card         | Wild Card     |                |                    | Semifinali         | Semifinali         | Semifinali |  |  | IX Final LPFA | IX Final LPFA | IX Final LPFA |  |
|  |           |                   |               |                |                    |                    |                    |            |  |  |               |               |               |  |
|  |           |                   |               |                |                    | 1N                 | Portuscale Dragons | 35         |  |  |               |               |               |  |
|  |           |                   |               |                |                    | 1N                 | Portuscale Dragons | 35         |  |  |               |               |               |  |
|  |           |                   |               | Braga Warriors | 7                  |                    |                    |            |  |  |               |               |               |  |
|  | 2S        | Lisboa Navigators | 13            | Braga Warriors | 7                  |                    |                    |            |  |  |               |               |               |  |
|  | 2S        | Lisboa Navigators | 13            |                |                    |                    |                    |            |  |  |               |               |               |  |
|  | 3N        | Braga Warriors    | 17            |                |                    |                    |                    |            |  |  |               |               |               |  |
|  | 3N        | Braga Warriors    | 17            |                | Portuscale Dragons | Portuscale Dragons | 6                  |            |  |  |               |               |               |  |
|  |           |                   |               |                |                    |                    |                    |            |  |  |               |               |               |  |
|  |           |                   | Porto Mutts   | Porto Mutts    | 0                  |                    |                    |            |  |  |               |               |               |  |
|  |           |                   |               | Porto Mutts    | 0                  |                    |                    |            |  |  |               |               |               |  |
|  |           |                   |               |                |                    |                    |                    |            |  |  |               |               |               |  |
|  |           |                   |               |                |                    |                    |                    |            |  |  |               |               |               |  |
|  |           | 1S                | Lisboa Devils | 20             |                    |                    |                    |            |  |  |               |               |               |  |
|  |           |                   |               | 20             |                    |                    |                    |            |  |  |               |               |               |  |
|  |           |                   |               | Porto Mutts    | 23                 |                    |                    |            |  |  |               |               |               |  |
|  | 2N        | Porto Mutts       | 16            | Porto Mutts    | 23                 |                    |                    |            |  |  |               |               |               |  |
|  | 2N        | Porto Mutts       | 16            |                |                    |                    |                    |            |  |  |               |               |               |  |
|  | 3S        | Cascais Crusaders | 13            |                |                    |                    |                    |            |  |  |               |               |               |  |

### Wild Card
| 7 aprile 2018 | Lisboa Navigators | 13 – 17 | Braga Warriors |  |

| 7 aprile 2018 | Porto Mutts | 16 – 13 | Cascais Crusaders |  |

### Semifinali
| 14 aprile 2018 | Portuscale Dragons | 35 – 7 (6-0 0-7 23-0 6-0) | Braga Warriors |  |

| 15 aprile 2018 | Lisboa Devils | 20 – 23 (0-6 7-0 7-9 6-8) | Porto Mutts |  |

### IX Final LPFA
| Torres Vedras 28 aprile 2018, ore 15:00 | Portuscale Dragons | 6 – 0 | Porto Mutts | Campo Manuel Marques |

## Verdetti
- Portuscale Dragons Campioni del Portogallo 2017-2018 (1º titolo)